# 레민다오
레민다오(베트남어: Lê Minh Đảo, 黎明島(여명도) 1933년 3월 5일 ~ 2020년 3월 19일)는 베트남 공화국(남베트남)의 군인이다. 남베트남 육군 소장 출신이며 "슈퍼맨"(The Super Men)이라는 별칭으로 불렀다.

## 경력
베트남 전쟁에서 남베트남 육군 제18보병사단장으로 참전했다. 1975년 4월 6일부터 4월 21일까지 일어난 쑤언록 전투에서 북베트남 군대의 공세에 저항했고 북베트남은 많은 피해를 입었다.
1975년 4월 30일에 남베트남이 항복한 이후에 17년 동안 북베트남의 정치범 수용소에 수감되었고 1992년에 석방된 이후에는 베트남을 탈출한 뒤 미국으로 망명했다.